# Ammosperma variabile
Ammosperma variabile är en korsblommig växtart som beskrevs av Nègre och Le Houér. Ammosperma variabile ingår i släktet Ammosperma och familjen korsblommiga växter. Inga underarter finns listade i Catalogue of Life.